# Pseudohybris heymonsi
Pseudohybris heymonsi is een insect uit de familie van de vlinderhaften (Ascalaphidae), die tot de orde netvleugeligen (Neuroptera) behoort. 
Pseudohybris heymonsi is voor het eerst wetenschappelijk beschreven door Van der Weele in 1909.